# Team Novo Nordisk Development
 Ikke at forveksle med Team Novo Nordisk.
Team Novo Nordisk Development er et cykelhold fra USA, der blev etableret i 2013 som et talenthold for Team Novo Nordisk. Fra starten kørte det som et amatørhold, men har siden 2021 haft status som et UCI kontinentalhold. Alle rytterne på holdet har Type 1-diabetes mellitus.

## Danske ryttere
- Hjalte Thor Knudsen (2023–)
- Frederik Sørensen (2025–)